# Slovakien i olympiska vinterspelen 1998
Slovakien deltog med 37 deltagare vid de olympiska vinterspelen 1998 i Nagano. Ingen av landets deltagare erövrade någon medalj.